# 昭陵西配墓
昭陵西配墓是清昭陵的陪葬墓之一，安葬自愿为皇太極殉葬的两位官员敦达里、安达里。
此墓是昭陵“兆域”的组成部分，位于今沈阳市于洪区北陵乡罗家屯村，昭陵陵寝西侧约三华里处:79。故称西配墓:29、右配墓:79、昭陵西配墓、昭陵右配墓。此外，称敦达里、安达里殉葬墓、敦达里、安达里殉葬墓遗址。

## 历史
崇德八年八月，皇太極逝世。同月，章京敦达里、安达里二人先后自愿殉葬:45。敦达里和安达里安葬于昭陵西侧，故称西配墓、右配墓。顺治十三年（1656年），顺治帝为表彰敦达里、安达里，特在墓前立碑。
此墓四周曾有围墙，前有墓门、享堂（俗称衙门:79），以及石桌、石五供等建筑。同治年间，看坟“坟丁”为八十九、张来旺、傅万库、三儿四户。看守安达里坟丘的，是罗姓、傅姓等二户；看守敦达里坟丘的，是张姓等二户。他们各司其职、互不相扰。墓地所在原称“西老爷屯”。后因罗姓“坟丁”繁衍成大户，当地在清末改名为“罗家坟”。清朝末年，此墓已逐渐倾圮。中华人民共和国建国之初，仅存坟丘和墓碑:79。罗姓、傅姓“坟丁”后人仍在此地定居，但西配墓地面建筑业已不存。
1956年，在昭陵西红墙外、沈阳北陵工业学校内重新发现安达里碑，交由沈阳故宫保存:29。现立于沈阳故宫博物院大政殿东侧。1980年7月间，沈阳市皇姑区第二建筑工程队在“罗家坟”附近施工施工时，发现一座地下墓室。沈阳市文物管理办公室派市考古队人员进行考古发掘。经考古专家考证，该墓葬为安达里墓:79。

## 安达里墓
墓志出土时字迹模糊，已无法确定墓主。相关研究文章提及:79，81，论证墓主是安达里、非敦达里是《清初敦达里、安达里殉葬墓琐记》一文。

### 墓室
安达里的墓室未曾被盗。墓室在地表以下60厘米深处，由青砖、白灰、河砂砌成:79。所用青砖大小、规格不一:79。
墓室为长方形券顶砖室结构，平面呈凸字型，南北向，北偏西18度。由南至北，由墓门、甬道、墓室三部分组成。南北通长2.76米、东西宽2.3米。券顶距地表1.12米。墓门长0.88米、宽1.2米:79。

### 文物
墓室内共出土七件文物：青花鱼藻纹盖罐一件（盛放骨灰的“魂瓶”）、釉陶罐两件、绿釉碗一件、绿釉盘一件、银铲一件、正方形青石墓志一块。收藏于沈阳市文物考古研究所:79—80。
墓志用朱砂书写，已出土时已字迹模糊，无法辩认。青花鱼藻纹盖罐经鉴定为二级品，其他六件为三级品:80。

## 安达里碑
安达里碑全高3.81米、碑身高2.1米、宽1.1米、厚0.21米。碑身为粉红色大理石材质。碑首为青绿色石材质:80，透雕盘结双龙。碑座为龜趺。碑额正面刻满汉文、篆书“奉敕”。碑身刻满汉文对书、碑文四行:29。
汉文碑文如下:29：
追赠三等阿思哈哈番照一品品级立碑，谥忠介，安达里碑。
朕惟见危授命，臣道之常，至若邦国无虞，宫车抱痛，独能恋主捐躯，稽诸载籍，罕见其人。尔安达里擐甲从龙，勤劳已著，乃于皇考太宗文皇帝上宾之时，感念深恩，不惜身殉，永期侍从。在天之灵，可谓毕志殚诚，恋主致身者矣。朕每睠山陵，辄怀感烈，兹特照一品品级锡以嘉名，勒之贞石，用旌一心之谊，国典运忠，庶并乘斁哉！大清顺治十一年五月十三日立。